# Gösta Neuwirth
Gösta Neuwirth (* 6. Januar 1937 in Wien) ist ein österreichischer Komponist und Musikwissenschaftler.

## Leben
Gösta Neuwirth entstammt einer musikalischen Familie; der Pianist Harald Neuwirth ist sein Bruder, die Komponistin Olga Neuwirth seine Nichte. Er erhielt ab dem Jahr 1944 Violin- und Klavierunterricht. Nach dem Besuch des humanistischen Gymnasiums studierte er von 1954 bis 1962 an der Universität für Musik und darstellende Kunst Wien Komposition bei Karl Schiske und Formenlehre bei Erwin Ratz. Des Weiteren studierte er Musik- und Theaterwissenschaft an der Universität Wien.
Nach einer kurzen Tätigkeit als Journalist bei der Grazer „Neuen Zeit“ setzte er seine Studien an der Freien Universität Berlin bei Adam Adrio fort, da der Wiener Ordinarius für Musikwissenschaft Erich Schenk sein Dissertationsthema (Franz Schreker und seine Oper Der ferne Klang) mit einer antisemitischen Motivation abgelehnt hatte. In Berlin wurde er im Jahr 1968 mit der Arbeit Die Harmonik in der Oper „Der ferne Klang“ von Franz Schreker promoviert.
In den Jahren von 1968 bis 1970 arbeitete Neuwirth im Mendelssohn-Archiv der Stiftung Preußischer Kulturbesitz und war von 1970 bis 1972 Mitarbeiter der Schönberg-Gesamtausgabe. Von 1973 bis 1982 leitete Neuwirth das Elektronische Studio der Grazer Musikhochschule und hielt musikgeschichtliche Vorlesungen an Universität und Musikhochschule.
In den Jahren von 1982 bis 2000 war er Professor für Geschichte der Musiktheorie an der Universität der Künste Berlin, seit 2009 ist er Honorarprofessor an der Universität Freiburg.
Zahlreiche renommierte Komponisten, darunter Bernhard Lang, Peter Ablinger, Georg Friedrich Haas, Arnulf Herrmann, Isabel Mundry, Hanspeter Kyburz, Orm Finnendahl, Enno Poppe, Stepha Schweiger und Oliver Korte, zählen zu seinen Schülern. Zu seinem 70. Geburtstag hat die „Styriarte 2007“ eine Hommage mit seinen und Schrekers Werken veranstaltet. Zum 80. Geburtstag veranstaltete die Gesellschaft der Musikfreunde in Donaueschingen ein Konzert mit Werken Neuwirths sowie seines Lehrers Karl Schiske und seiner Schüler Peter Ablinger und Martin Kapeller. Gleichzeitig erschien eine Neufassung seiner Komposition Piss-Pott oder Pot of Pieces – 22 Miniaturen für Klavier.

## Auszeichnungen
- 1995: Preis der Stadt Wien für Musik[3]
- 2008: Erste-Bank-Kompositionspreis[4]
- Preis der Stadt Graz
- Hugo Wolf-Preis
- Kompositionspreis des Musikprotokolls
- Johann Joseph Fux-Preis des Landes Steiermark
- Maria-Ensle-Preis der Kunststiftung Baden-Württemberg

## Werke (Auswahl)

### Ensemblemusik
- Zweites Streichquartett op. 16 – (Paul Hindemith), bearbeitet für Klavier, Violine und Blockflöte (1952)[5]
- Stück für Gitarre, Violine und Klavier (1953)[5]
- Trio für Streicher – Essays zu einer Autobiographie (1953/1976)[5]
- Stück für Violine und Klavier (1954)[5]
- Streichtrio Nr. 2 – Trio für Violine, Viola und Violoncello (1954/1955)[5]
- Fragment für Violine und Klavier (1962/1963)[5]
- Zwei Lieder nach James Joyce – Duo für Solostimme(n) (1973/1974)[5]
- Méandres ténébreux – für Violine, Klavier und Tonband (1974)[5]
- Der Garten der Pfade, die sich verzweigen – für zwei Klaviere und Renaissanceinstrumente (1974/1975)[5]
- Wetzawinkler Zehnender – für Streichquartett und 6 Bläser (1975)[5]
- Streichquartett – für zwei Violinen, Viola und Violoncello (1976)[5]
- Notizen zu einem Streichquartett – für zwei Violinen, Viola und Violoncello (1977)[5]
- Sextett – für Flöte, Oboe, Klarinette, Saxophon, Viola und Violoncello (1977/1991)[5]
- Kammermusik für Viola und Klavier (1979/1980)[5]
- La prisonnière/L’intruse – Duo für Violine und Violoncello mit Viola (1980)[5]
- Differenzen – für Flöte und Gitarre (Vihuela) (1980/1990)[5]
- Folie à deux – für zwei Klaviere im Vierteltonabstand (1989)[5]
- Vieux songe – für Flöte (Alt-Flöte) und Oboe (Englischhorn) (1990–1992)[5]
- Hier et demain, Valse chantée – für Singstimme und 9 Instrumente (1992)[5]
- L’absence – Quintett für zwei Altsaxophone, Perkussion, Klavier und Bandoneon mit Solostimme (1993)[5]
- Sechs Gesänge nach Texten von Maurice Maeterlinck op. 13 – (Alexander Zemlinsky), bearbeitet für Kammerorchester (1994)[5]
- DESPERAT DISPARAT DISPARU – für Viola und Klavier (1996)[5]

### Solomusik
- Präludium – Solo für Klavier (1954/1955)[5]
- Toccombeau für Klavier (1956/1976)[5]
- Passacaglia – Solo für Orgel (1957)[5]
- Glockenblume – Solo für Klavier und Solostimme (1957)[5]
- Hommage à Mahler – Solo für Klavier (1961/1970)[5]
- Präludium für Orgel (1962)[5]
- Das Schweigen der Sirenen – Solo für Orgel (1962/1963)[5]
- Orgelstücke (1963)[5]
- Quadrate, leicht bewegt – Orgelstücke II,1 (1963)[5]
- Orgelstücke II, 2 und II, 3 (1965)[5]
- Pisspott oder Pot of Pieces – 21 Stücke für Klavier (1973–1981)[5]
- Elisens Echo – für Spieluhr und Klavier (1977)[5]
- Veränderung – Solo für Klavier über ein Thema von Diabelli (1981)[5]
- Schandbuch der gewarnten Liebe – für Violine solo (1984–1989)[5]
- Hier et demain - seul – Solo für Sopransaxophon (1988)[5]

### Vokalmusik
- Concerto da camera – für Sprecher, Chor, Kammerorchester und Klavier nach Texten von Georg Trakl (1954)[5]
- Die letzte Wache – für gemischten Chor a cappella nach Texten von Georg Heym (1959)[5]
- Zwei Stücke für gemischten Chor a cappella – nach Texten von Karl Kraus (1965/1966)[5]
- Pocht es von alters her – Motette für fünfstimmige Chöre a cappella nach Versen von Karl Kraus (1976)[5]
- Motet à 4 für Dieter Schnebel – nach Texten von Oskar Pastior (1989)[5]
- Déploration de Roman Haubenstock-Ramati – für zwei Chöre nach Texten von Josquin Desprez (1994)[5]

## Publikationen (Auswahl)
- Franz Schreker, Wien 1959
- Parsifal und der musikalische Jugendstil, in: Richard Wagner. Werk und Wirkung, hrsg. von Carl Dahlhaus (= Studien zur Musikgeschichte des 19. Jahrhunderts, Band 26), Regensburg 1971, S. 179–198
- Die Harmonik in der Oper „Der ferne Klang“ von Franz Schreker, Regensburg 1972
- Arnold Schönberg, Von heute auf morgen. Text und Skizzen, hrsg. von Gösta Neuwirth (= Arnold Schönberg, Sämtliche Werke, Abt. 111, Bühnenwerke, Reihe B, Rd. 7/I), Mainz 1972. Kritischer Bericht dazu (mit Tadeusz Okuljar), Mainz 1974
- Alexander Zemlinskys „Sechs Gesänge für eine mittlere Stimme nach Texten von Maurice Maeterlinck“ op. 13 und Franz Schrekers „Fünf Gesänge für eine tiefe Stimme“. Ein Vergleich, in: Alexander Zemlinsky. Tradition im Umkreis der Wiener Schule (= Studien zur Wertungsforschung, Band 7), Wien 1976, S. 111–119
- Wozzeck I, 1. Formdisposition und musikalisches Material, in: 50 Jahre Wozzeck von Alban Berg. Vorgeschichte und Auswirkungen in der Opernästhetik (= Studien zur Wertungsforschung, Band 10), Wien 1978, S. 46–56
- Zur Alexander Skrjabin-Renaissance, in: Österreichische Musikzeitschrift, Jg. 33 (1978), S. 421–435
- Der späte Schreker und Ein unbekanntes Lied Schrekers, in: Franz Schreker. Am Beginn der Neuen Musik (= Studien zur Wertungsforschung, Band 11), Wien 1978, S. 106–114
- Schönbergs George-Lieder op. 19. Die Entwürfe zum XIV. Lied, in: Bericht über den Kongreß der Internationalen Schönberg-Gesellschaft Wien 1974, hrsg. von Rudolf Stephan, Wien 1978, S. 147–158
- Symbol und Form, in: Johann Joseph Fux, Litaneien, Vespern, Kompletorien (Sämtliche Werke, Band 2,2), Kassel 1979, S. X–XV
- Musik um 1900, in: Art nouveau. Jugendstil und Musik, hrsg. von Jürg Stenzl, Zürich 1980, S. 89–133
- ROTAS – SATOR. Für Ernst Krenek am 23. August 1980, in: Österreichische Musikzeitschrift, Jg. 35 (1980), S. 461–472. Wiederabdruck in: Ernst Krenek (Musik-Konzepte, Band 39/40), München 1984, S. 78–91
- Vorwort, in: Franz Schreker, Kammersymphonie in einem Satz, Wien 1981, S. II–VII
- Themen und Zeitstrukturen in Alban Bergs Kammerkonzert, in: Alban-Berg-Symposion Wien 1980. Tagungsbericht, Wien 1981, S. 161–170
- Erzählung von Zahlen, in: Josquin des Prés (= Musik-Konzepte, Band 26/27), München 1982, S. 4–38
- Bemerkungen zu einigen späteren Werken Ernst Kreneks, in: Ernst Krenek (= Studien zur Wertungsforschung, Band 15), Wien 1982, S. 202–215. Wiederabdruck in: Ernst Krenek (Musik-Konzepte, Band 39/40), München 1984, S. 149–160
- Die Zwölftöner. Musik in Fremdheit und Isolation, in: Das größere Österreich. Geistiges und soziales Leben von 1880 bis zur Gegenwart, hrsg. von Kristian Sotriffer, Wien 1982, S. 204–207
- Die Suche nach der endgültigen Unwirklichkeit, in: Anton Webern (= Musik-Konzepte Sonderband, Band 1), München 1983, S. 262–268
- Weberns Rede. Wahn & Witz, mit beschrankter Haftung, in: Österreichische Musikzeitschrift, Jg. 38 (1983), S. 614–619; Wiederabdruck in: Anton Webern (= Musik-Konzepte Sonderband, Band 2), München 1984, S. 112–136
- Zur Geschichte der 4. Symphonie, in: Mahler-Interpretation. Aspekte zum Werk und Wirken von Gustav Mahler, hrsg. von Rudolf Stephan, Mainz 1985, S. 105–110
- Erda-Scenen, in: Richard Wagner. Tristan und Isolde (= Musik-Konzepte, Band 57/57), München 1987, S. 135–153
- Die Väter sind sterblich, in: Beiträge zur Musikwissenschaft, Jg. 32 (1990), S. 63–66
- Kehraus des schönen Wahns, in: 1913. Aufbruch in unsere Welt. Essays zur Kunst, Musik, Literatur und Architektur, Wien 1993, S. 50–97
- Suite, in: Töne, Farben, Formen. Über Musik und die bildenden Künste, hrsg. von Elisabeth Schmierer u. a., Laaber 1995, S. 203–221